# François Levallois (céramiste)
François Levallois, né le 8 janvier 1882 à Douai et mort le 1er avril 1967 à Tours, est un céramiste français , directeur de la manufacture de Sainte Radegonde.

## Biographie
François Louis Michel Levallois naît le 8 janvier 1882 à Douai , fils de François Levallois et Eugènie Vernez sa deuxième épouse. Après une formation de céramiste dans les plus grandes manufactures européennes, il épouse à Douai en 1909 Suzanne Abraham . Il est mobilisé alors qu'il exerce à Pexonne chez Fénal. Après la guerre il travaille à Saint-Amand puis à Golfe Juan avant d'habiter Sainte Radegonde et devient seul gérant de la fabrique de faïence en 1959. C'est là qu'il crée les différentes représentations animales craquelées Art déco, signées L François, pour lesquelles il est plus connu du grand public. Il meurt à Tours le 1er avril 1967.

### Parcours professionnel
Une lecture approfondie de sa fiche matricule permet de retracer sa carrière :
- 1902 directeur de la faïencerie à Nymphenburg
- 1904 Sèvres
- 1905 Oberhohndorf bei Zwickau
- 1909 Boch La Louvière
- 1913 Usine Fénal à Pexonne
- 1917 Chauvigny, usine Deshoulières
- 1922 Saint-Amand
- 1927 Vallauris,Golfe Juan
- 1928 Sainte Radegonde

## Musée
- Victoria and Albert Museum , service à poisson[4]
- Cincinnati Art Museum